# Versele-Laga

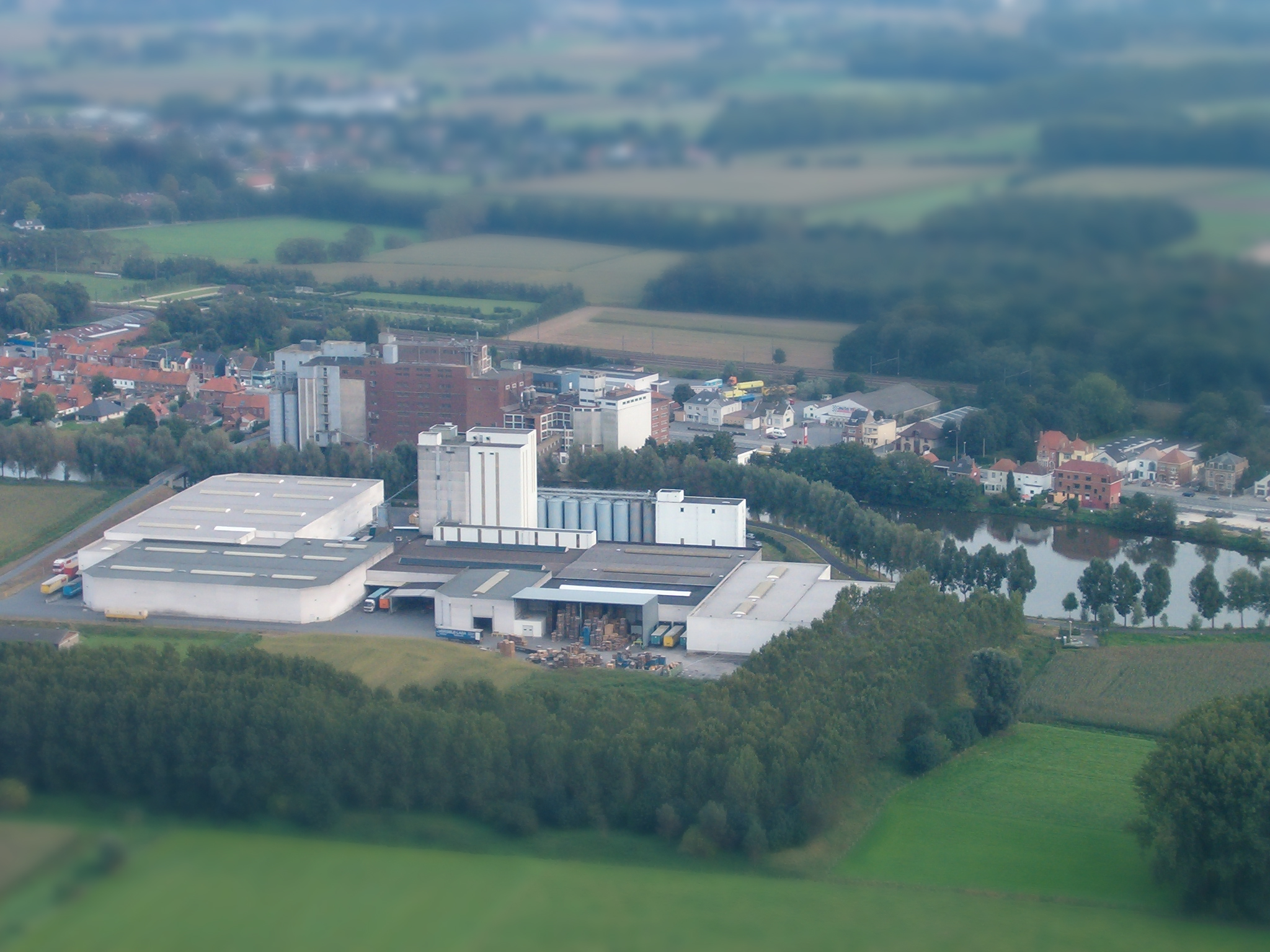
De fabrieken van Versele-Laga aan de Leie

Versele-Laga is een Belgische dierenvoedingsgroep met hoofdzetel in Deinze. De onderneming produceert voornamelijk voeding voor kleine en grote huisdieren. Het is na Arvesta de grootste veevoederproducent in België.

## Geschiedenis
In 1932 leidde Prudent Versele een tuinrestaurant en kruidenierswinkel in Astene. Hij verkocht eveneens mengvoeders voor vee en bouwde in 1937 een veevoederfabriek voor de productie van mengvoeders. Na de Tweede Wereldoorlog nam de tweede generatie de leiding van het bedrijf over. In 1957 volgde de eerste uitbreiding en midden jaren 1960 fuseerde Versele met een Hasseltse veevoederfabriek. In 1966 fuseerde de onderneming uit Deinze met de fabriek van Joseph Laga-Houtekier, waarna het de naam Versele-Laga kreeg. Vanaf eind jaren 1960 volgde de fabriek de trend van huisdieren en begon het met het maken van voeding voor dieren, vogels, paarden, konijnen en andere boerderijdieren. In 1981 werd aan de overzijde van de Leie een nieuwe fabriek voor huisdiervoeding gebouwd. Onder impuls van de huidige vierde generatie werden de activiteiten uitgebreid tot het buitenland.
In 2013 deed de onderneming uit Deinze haar intrede op de Noord-Amerikaanse markt met Cavalor, paardenvoer dat geproduceerd wordt in een productiesite in Dalton. Versele-Laga nam in 2016 Goldenfeast, een producent van vogelvoer in Phoenixville over. Daarop volgde de oprichting van een distributiecentrum in Montréal. In 2018 volgde de overname van  The Higgins Premium Pet Foods uit Florida.
In 2019 verkocht Versele-Laga Quartes, verkoper van veevoeder voor vee en kleine huisdieren met fabrieken in Deinze, Hasselt en Roeselare, aan het Nederlandse Agrifirm. Voor de verkoop van Quartes aan Agrifirm had Versele-Laga vier fabrieken in België (twee in Deinze, een in Leuven en een in Ooigem), twee in Frankrijk, een in Hongarije, twee in de Verenigde Staten en een in China.

## Familie Versele
De onderneming Versele-Laga valt onder de familiale holding Heluca.
De familie Versele was aandeelhouder van onder meer Asphales. Carly Versele is via de patrimoniale holding MashCo eigenaar van onder meer het Turnhoutse chocoladebedrijf Chocolaterie Verleye en de Wetterse marshmallowproducent Mr Mallo.